# Soumaïla Coulibaly (calciatore 2003)
Soumaïla Coulibaly (Montfermeil, 14 ottobre 2003) è un calciatore francese, difensore dello Strasburgo.

## Carriera

### Club
Ha giocato nelle giovanili del Paris Saint-Germain.
Nel 2021 è stato comprato dal Borussia Dortmund e nel 2022 ha debuttato in prima squadra.
Nel 2023 è stato prestato all'Anversa.
Nel 2024 è stato in prestito al Brest.
Dopo aver collezionato appena 7 presenze in campionato nel 2025 passa a titolo definitivo allo Strasburgo.

### Nazionale
Ha giocato nelle nazionali giovanili francesi Under-16, Under-17 ed Under-20.

## Statistiche

### Presenze e reti nei club
Statistiche aggiornate al 6 novembre 2024.
| Stagione                    | Squadra                     | Campionato                  | Campionato | Campionato | Coppe nazionali | Coppe nazionali | Coppe nazionali | Coppe continentali | Coppe continentali | Coppe continentali | Altre coppe | Altre coppe | Altre coppe | Totale | Totale | Totale |
| Stagione                    | Squadra                     | Comp                        | Pres       | Reti       | Comp            | Pres            | Reti            | Comp               | Pres               | Reti               | Comp        | Pres        | Reti        | Pres   | Reti   |        |
| --------------------------- | --------------------------- | --------------------------- | ---------- | ---------- | --------------- | --------------- | --------------- | ------------------ | ------------------ | ------------------ | ----------- | ----------- | ----------- | ------ | ------ | ------ |
| 2021-2022                   | Borussia Dortmund II        | 3L                          | 9          | 0          | -               | -               | -               | -                  | -                  | -                  | -           | -           | -           | 9      | 0      |        |
| 2022-2023                   | Borussia Dortmund II        | 3L                          | 16         | 0          | -               | -               | -               | -                  | -                  | -                  | -           | -           | -           | 16     | 0      |        |
| Totale Borussia Dortmund II | Totale Borussia Dortmund II | Totale Borussia Dortmund II | 25         | 0          |                 | -               | -               |                    | -                  | -                  |             | -           | -           | 25     | 0      |        |
| 2022-2023                   | Borussia Dortmund           | BL                          | 1          | 0          | CG              | 0               | 0               | UCL                | 1                  | 0                  | -           | -           | -           | 2      | 0      |        |
| 2023-2024                   | Anversa                     | PL                          | 17+5       | 0          | CB              | 4               | 0               | UCL                | 8                  | 0                  | SB          | -           | -           | 34     | 0      |        |
| 2024-2025                   | Brest                       | L1                          | 5          | 0          | CF              | -               | -               | UCL                | 4                  | 0                  | -           | -           | -           | 9      | 0      |        |
| Totale carriera             | Totale carriera             | Totale carriera             | 48+5       | 0          |                 | 4               | 0               |                    | 13                 | 0                  |             | -           | -           | 70     | 0      |        |